# Никки Сикс
Никки Сикс (англ. Nikki Sixx, имя при рождении Фрэнк Карлтон Серафино Феранна младший (англ. Frank Carlton Serafino Feranna, Jr.; 11 декабря 1958, Сан-Хосе) — американский бас-гитарист и главный автор песен рок-группы Mötley Crüe. Основатель таких проектов как Sixx:A.M., 58 и Brides of Destruction.

## Ранние годы
Родился 11 декабря 1958 в городе Сан-Хосе, штат Калифорния. После того, как его отец оставил семью, он воспитывался матерью-одиночкой, Диной Ричардс, и частично его бабушкой с дедушкой. Его мать часто отправлялась в гастроли в качестве бэк-вокалистки. В детстве, самыми родными людьми стали его бабушка Нона и дедушка Том. Вместе с ними, переезжал из одного штата в другой, поэтому у него было мало друзей.
Живя в Джероме, Айдахо, рос подростковым вандалом, вламываясь в дома соседей, воруя в магазинах. Бабушка и дедушка отправили его жить с матерью, когда она переехала в Сиэтл.
В 14 лет ссорится со своей матерью и уходит из дома. В это время его исключают из школы за продажу марихуаны. С тех пор он нигде не учился. Сначала он ночует в автомобиле родителей своего друга и устраивается на работу посудомойщиком. Когда его увольняют с работы, ему приходится ночевать дома у двух проституток в чулане, которые пожалели его.
Позже, вступает в музыкальную группу. Ему говорят, что группе не хватает басиста. Тогда идет в музыкальный магазин с пустым чехлом для гитары. Он делает вид, что хочет устроиться туда на работу, и когда продавец уходит за заявлением, хватает гитару и уходит прочь.
Когда ему было 17 лет, его арестовывает полиция за торговлю наркотиками перед концертом The Rolling Stones, и он вынужден уехать из города. Тогда же он просит свою мать одолжить ему денег на билет на ферму к бабушке и дедушке в Айдахо. Позже, заработав денег, уезжает в Лос-Анджелес, где живёт у своей тетки, муж которой является президентом местного представительства Capitol Records. Не проходит и полгода, как из-за его высокомерия и неблагодарности родственники выгоняют его из дома.
Несколько лет спустя пытается наладить свои отношения с отцом, но безуспешно (отец делает вид, что у него нет сына). Будучи злым на отца, он официально меняет своё имя. (В песне Mötley Crüe On With The Show есть слова посвящённые этому событию.) Для нового имени он берет за основу сценический псевдоним калифорнийского музыканта группы Squeeze Джеффа Николсона (Niki Syxx).

## Взрослая жизнь
После основания своей самой удачной группы Mötley Crüe, Никки стал употреблять наркотики. Он единственный пристрастился к героину. Когда ему было 30 лет, встретил свою первую жену, модель Playboy Брэнди Брант. Вскоре, Брэнди родила первого сына Ганнера. Немного позже она родила ещё двоих детей. Девочку Сторми и мальчика Деккера. После рождения первого сына, брак Никки и Брэнди наткнулся на скалы. Но Никки будучи несчастлив из-за разлада своих родителей, не собирался повторять действий своего отца. Он считал, что дети не должны расти без отца.
Но вскоре брак распался. Брэнди захотела отсудить у Никки 10 миллионов долларов. Но Никки и Брэнди договорились о совместной опеке, и 10 миллионов долларов она не получила. Вскоре она уехала в Оранж Каунти с каким-то парнем и потеряла право опеки.
Вскоре Никки встретил звезду «Спасателей Малибу» и Playboy Донну Д’Эррико, и через несколько дней они переехали в новый дом вместе с детьми Никки и сыном Донны Райаном. Никки женился на Донне 23 декабря 1997 года. Позже Донна забеременела их первым ребёнком. Девочку назвали Френки-Джейн. Брак распался в 2007 году.

## Музыкальная карьера

### Ранние группы
Со школьных лет Никки проявлял интерес к музыке. Свой первый бас он покупает в 14 лет на деньги, полученные от продажи гитары, которую он украл в музыкальном магазине Music West. Сперва он пытается играть с несколькими группами, но из-за неумения играть на гитаре его прослушивания проваливаются.
В 1979, познакомившись с Лиззи Греем через объявление в газете, он попадает в первую настоящую группу Sister, основанную Блэки Лоулессом. Через некоторое время его и Лиззи выгоняют из Sister, и они собирают свою собственную группу, которая получает название London.

### Mötley Crüe
В 1981 Сикс основал Mötley Crüe с барабанщиком Томми Ли, к которым позже присоединились гитарист Мик Марс (через объявление в местной газете) и вокалист Винс Нил, с которым Томми учился в средней школе. Группа самостоятельно записала свой дебютный альбом Too Fast for Love, который был издан в ноябре 1981 на собственном лейбле группы Leathür Records. После подписания контракта с лейблом Elektra Records они повторно издали альбом. Позже группа записала второй альбом Shout at the Devil, который стал для них прорывным.
В 1989 группа выпустила свой самый успешный альбом Dr. Feelgood, спродюсированный Бобом Роком. Альбом оставался в чартах в течение 114 недель.

### 58
В 2000 году Никки собирает сторонний проект 58. Название следует из года рождения Никки Сикса.
Записи группы не продавались, но отрицательная критика подхлестнула творческий потенциал музыканта.

### Brides Of Destruction
Именно с этой группой Никки записал экспериментальный альбом Here Come to Brides, но он не продавался. Позже Никки поехал в тур с Briders и тур оказался провальным.

## Наркотическая зависимость
В отличие от других участников Mötley Crüe, Никки пристрастился к героину. Из книги The Heroin Diaries: «Алкоголь, кислота, кокаин… они были просто увлечениями. Когда я встретил героин, то влюбился в него по-настоящему». Он говорит, что передозировки у него были около 6 раз.
Ночью 22 декабря 1987 Сикса объявили мёртвым после передозировки героина. Его сердце остановилось на 2 минуты и врачи сделали два укола адреналина в сердце (этот случай вдохновил Сикса на написание песни «Kickstart my Heart»). В интервью Сикс рассказывал, что после того, как его объявили мёртвым, прибыла машина скорой помощи, и один из медработников оказался фанатом Mötley Crüe. « Похоже, что врач бросил на меня взгляд и сказал, что никто не умрёт у него в машине.» Когда Никки очнулся в больнице, он вырвал капельницу и трубки из своего носа и убежал на парковку автомобилей, где две девушки-фанатки довезли его, одетого только в кожаные штаны, до дома. Этот случай не заставил Никки задуматься, чтобы изменить свою жизнь. После возвращения домой он снова принял героин у себя в ванной и упал в обморок, пролежав так до следующего утра. Утром он обнаружил, что игла до сих пор торчит у него в руке. Ранее, когда группа выступала в Лондоне у Сикса была передозировка в доме наркодилера, и дилер попытался вернуть его в чувство, избив бейсбольной битой. После этого он выбросил тело Сикса в мусорный контейнер. Сикс упоминал об этом инциденте в книге The Heroin Diaries: A Year in the Life of a Shattered Rock Star. Этот инцидент стал вдохновением для написания песни «Dancing on Glass».
К 2001 году рок-музыкант сумел преодолеть наркозависимость. Последующее десятилетие он собирал коллекцию собственных фоторабот, которая отвлекала его от зелья и одновременно показывала мир глазами наркомана. В 2011 году фотовыставка Никки Сикс прошла с огромным успехом в Галерее Лос-Анджелеса..

## Sixx Sense
С 8 февраля 2010 года на рок-радиостанциях начинает вещание проект Никки Сикса «Sixx Sense». Каждую ночь Никки в роли ведущего шоу обсуждает музыку и тему образа жизни, позволяя слушателям лучше понять мировоззрение рок-звёзд. Соведущую Никки в проекте Sixx Sense зовут Керри Кассем (Kerri Kassem). Транслируется данный проект на радиостанции XM Satellite Radio.

## Примечания

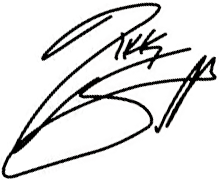
Автограф Никки.